# Il "Buck-U-Uppo" Mulliner
Il "Buck-U-Uppo" Mulliner (Mulliner's Buck-U-Uppo) è un racconto dello scrittore inglese P. G. Wodehouse, pubblicato per la prima volta in volume nel 1927 nella raccolta di racconti Meet Mr Mulliner (in italiano: Mister Mulliner).

## Trama
Augustine Mulliner, un giovane curato mite e delicato, assegnato al vicariato di Lower-Briskett-in-the-Midden come assistente del reverendo Stanley Brandon, «un uomo enorme e nevropatico di tempra violenta la cui faccia rossa e i cui occhi fiammeggianti avrebbero intimidito il più sfacciato dei curati. Era stato un "peso massimo" nelle gare di boxe a Cambridge». Augustine si innamora, ricambiato, di Jane Brandon, la figlia del vicario. I due giovani innamorati non hanno ancora trovato il coraggio di informare lo scorbutico vicario del loro amore, quando ad Augustine giunge un pacchetto, speditogli dalla zia Angela Mulliner, contenente una bottiglia di Buck-U-Uppo, un tonico ricostituente inventato dal marito di Angela, il noto chimico Wilfred Mulliner. Augustine assume un cucchiaio del tonico, la dose raccomandata dalla zia, e diventa più sicuro di sé.
La mattina seguente, dopo aver assunto un altro cucchiaio del tonico, in breve tempo: salva il vescovo Bickerton che, in visita al vicariato, era stato assalito da un cane feroce; interviene con fermezza in una lite scoppiata tra il vescovo e il vicario; chiede la mano di Jane al vicario e ne riceve la benedizione; impedisce che il vescovo indossi le maglie di lana invernali, come voleva costringerlo la consorte; Augustine viene nominato segretario del vescovo. Al ritorno nella sua stanza, Augustine trova una lettera di suo zio Wilfred il quale lo avverte di non assumere il tonico che gli inviato era stato inviato da sua moglie per errore: 
(P. G. Wodehouse, Mister Mulliner, Milano: Bietti, 1933, p. 79)
Agostino telegrafa immediatamente allo zio Wilfred chiedendogli tre casse di Buck-U-Uppo gradazione B.
Gli stessi personaggi e lo stesso tonico si ritroveranno in altri due racconti di Wodehouse:
- Il vescovo si risveglia (Bishop's Move) - un racconto del 1927 contenuto nella stessa raccolta di racconti Mister Mulliner
- Serata di gala (Gala Night) - un racconto del 1930 pubblicato in volume nel 1933 nella raccolta di racconti Le sere di Mulliner.

## Edizioni
Il racconto è stato pubblicato per la prima volta negli Stati Uniti sulla rivista Liberty del 4 settembre 1926 e successivamente sul mensile britannico The Strand Magazine delnovembre 1926.
- P. G. Wodehouse, Mulliner's Buck-U-Uppo. In: Meet Mr Mulliner, London: Herbert Jenkins, 1927[3]
- P. G. Wodehouse, Mulliner's Buck-U-Uppo. In: Meet Mr Mulliner, New York: Doubleday, 1927
- P. G. Wodehouse, Il "Buck-U-Uppo" Mulliner. In: Mister Mulliner: romanzo umoristico inglese; traduzione di Alberto Tedeschi, Milano: Monanni, 1931, Coll. Nuovissima collezione letteraria n. 51
- P. G. Wodehouse, Il "Buck-U-Uppo" Mulliner. In:  Mister Mulliner: romanzo umoristico inglese; traduzione di Alberto Tedeschi, Milano: Bietti, 1933